# Chaetonotus paucisetosus
Chaetonotus paucisetosus är en djurart som tillhör fylumet bukhårsdjur, och som beskrevs av Marcolongo 1910. Chaetonotus paucisetosus ingår i släktet Chaetonotus och familjen Chaetonotidae. Inga underarter finns listade i Catalogue of Life.